# Kosob
Kosob (ros. Кособ) – wieś w Rosji, w Dagestanie, w rejonie tlaratińskim. W 2010 liczyła 244 mieszkańców, głównie Awarów.